# Michael Schäuble

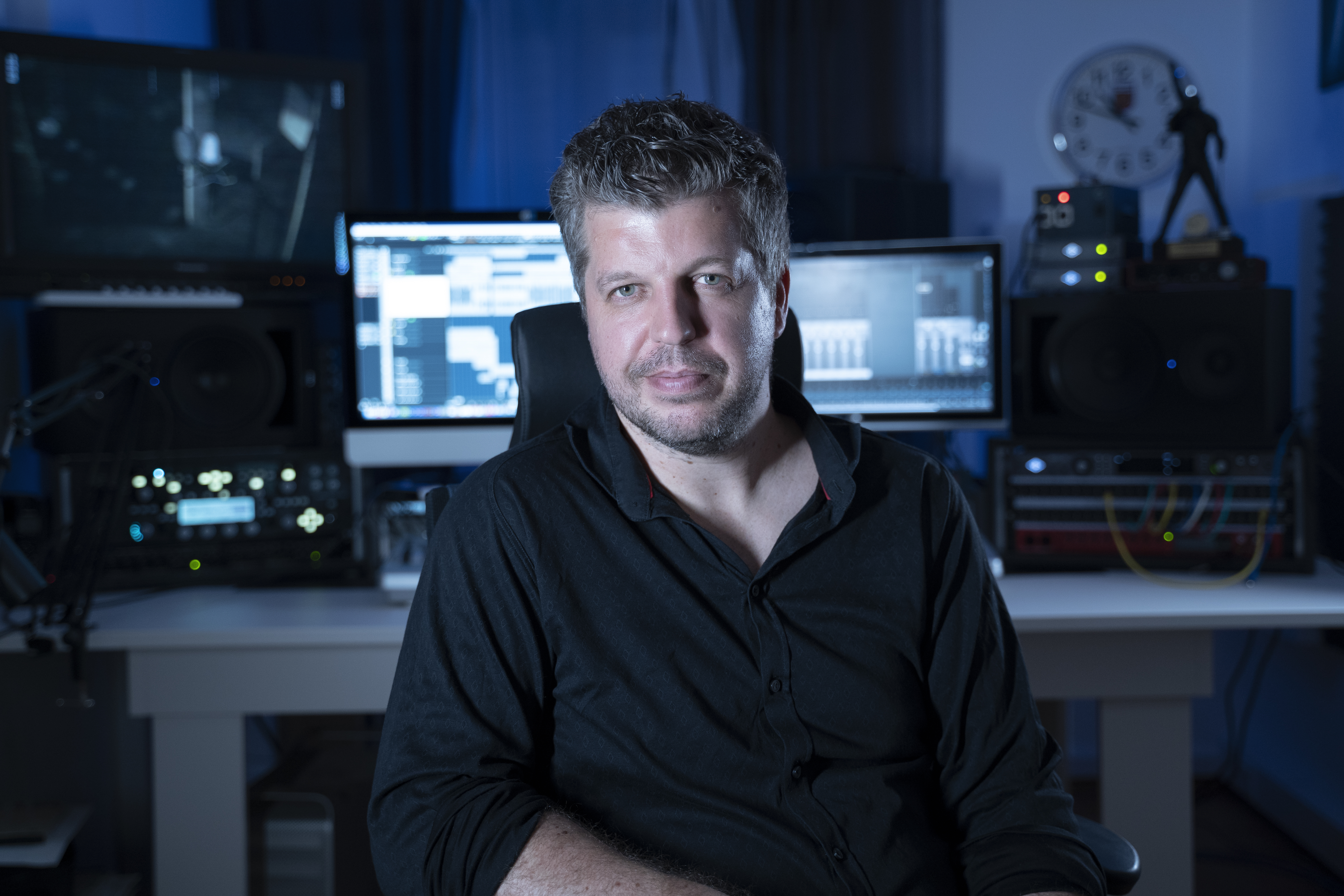
Michael Schäuble (2022)

Michael Schäuble (* 4. September 1978 in Überlingen am Bodensee) ist ein deutscher Musikproduzent, Komponist, Songwriter, Filmemacher und Unternehmer.

## Leben und Karriere
Michael Schäuble wurde in Überlingen am Bodensee in Baden-Württemberg geboren und ist dort aufgewachsen.
Er produzierte und komponierte unter anderem Lieder für Künstler wie Ikke Hüftgold, Hans Entertainment, PS Alex, Alexandra Hofmann und Minnie Rock. 2004 gründete er sein eigenes Musiklabel und Tonstudio StageDive Records mit dem er sich auf die Bereiche Pop, Hip Hop, Rock und Schlager spezialisiert hat. Von 2000 bis 2010 spielte er als Keyboarder in der Rockband Runlet, die 2009 als Support-Act von Silbermond in der Big Box in Kempten auftrat. 2010 spielte Schäuble mit Runlet in der Sport1-Fernsehshow The Car Maniac mit Katharina Kuhlmann als Showband. Der Runlet-Song Like April schaffte es in die Soundgarage-Charts von Antenne Bayern auf Platz 1. Von 2010 bis 2012 produzierte er zusammen mit Coproduzent Fabio Porceddu das Hip-Hop-Album Back to Life von Michael Priston und erlangte damit Top-10-Platzierungen in den Amazon-, Mediamarkt- und Saturn-Charts. Michael Schäuble spielt seit 2013 die Melodika in der Band Volksmetal, die auf zahlreichen Festivals wie dem Summer Breeze Open Air, Rockharz Open Air, With Full Force und Sunstorm Open Air auftrat. Schäuble spielte mit Volksmetal als Support Act unter anderem für J.B.O., Motörhead, Sepultura und Ikke Hüftgold. 2016 produzierte Schäuble zusammen mit Ikke Hüftgold und Volksmetal eine Rockversion des bekannten Ballermannhits Dicke Titten, Kartoffelsalat, die auf Ikke Hüftgolds Album Ballerpunk erschienen ist. 2014 gründete er mit Volksmetal Sänger Marco Gregor das Schlagerduo Zwei Wie Wir und spielte auf zahlreichen Schlagerfestivals vor Künstlern wie Mia Julia, Mickie Krause, Ikke Hüftgold und Lorenz Büffel. 2015 trat er mit Zwei Wie Wir und den Jungs vom Bodensee mit dem Song „Am See ist wieder Fasnet“ beim Närrischen Ohrwurm im SWR Fernsehen auf. 2020 gründete Michael Schäuble zusammen mit Sängerin Harika Özmen das Popduo Superfly, veröffentlichte insgesamt fünf Singles und gewann 2023 den MuZi Award in Pfullendorf. 2023 gründete Schäuble zusammen mit Profiviolinistin Julia Amirova die Band Ju and Mi. Michael Schäuble veröffentlichte zahlreiche weitere Lieder unter verschiedenen Pseudonymen wie z. B. Stagedive X, Waterside Echoes, Mr. Sox, Krolik, Kapitän Wonderbra und unter Projekten wie Zweigangmenü, Tonpoeten und Nesah.
2004 gründete Schäuble zusätzlich die Filmproduktionsfirma das Prisma. 2014 produzierte er zusammen mit Jürgen Gundelsweiler den Kurzfilm Über Überlingen, der im Kino gezeigt und bei der SWR-Sendung Expedition in die Heimat (Staffel 4, Folge 16) vorgestellt wurde. Der Film Über Überlingen gewann 2014 beim 8. Internationalen Medienfestival in Villingen-Schwenningen den ersten Platz in der Kategorie Profi. Michael Schäuble arbeitet seit 2008 ebenso als Regisseur für die TV-Wetterproduktion zusammen mit den Moderatoren Sven Plöger, Karsten Schwanke, Claudia Kleinert und Donald Bäcker für die Sender ARD, WDR, NDR, RBB und SWR beim Hessischen Rundfunk.
Seit 2020 produziert Michael Schäuble zusammen mit seinem Bruder Stephan Schäuble den Fußball-Podcast Im Kopf des Trainers, bei dem aktuelle und ehemalige Bundesligatrainer interviewt werden. Inzwischen werden Inhalte des Podcasts immer wieder in der Berichterstattung von zahlreichen Medien aufgegriffen.

## Diskografie

### Alben
- 2006: Runlet – state of art
- 2009: Runlet – Big Show (Directors Cut)
- 2012: Michael Priston – Back to Life
- 2023: Volksmetal – Hochlandrindvieh

### Singles
- 2012: Michael Priston – Loser
- 2014: Zwei Wie Wir – Santa Maria
- 2014: Zwei Wie Wir – Unter der Sonne Brasiliens
- 2015: Volksmetal – Bockareita
- 2015: Zwei Wie Wir – Lokomotive
- 2015: Runlet – Welcome Home
- 2016: Ikke Hüftgold feat. Volksmetal – Dicke Titten, Kartoffelsalat
- 2016: Zwei Wie Wir – Trink ma noch einen?!
- 2016: Zwei Wie Wir – Wir leben immer noch
- 2016: Zwei Wie Wir – Wozu sind Kriege da
- 2016: Zwei Wie Wir – Mäuschen
- 2016: PS Alex – So schmeckt der Sommer
- 2017: Zweigangmenü – Zwei wie wir
- 2017: Zweigangmenü – Du Arschloch
- 2017: Zweigangmenü – Reise
- 2017: Zweigangmenü – Unser Lied
- 2017: Hans Entertainment – Sonne, Palmen, Meer und Strand
- 2017: Krolik – Russian Night
- 2018: Zweigangmenü – Tick Tack
- 2018: Hans Entertainment – Malle für alle
- 2018: Krolik – Love Magnet
- 2019: PS Alex feat. Zwei Wie Wir – Rheingaudi Festival
- 2019: Kapitän Wonderbra – Überlingen rocks
- 2019: Superfly – White
- 2019: Superfly – Fly
- 2020: Superfly – Whatever Love Means
- 2020: Kapitän Wonderbra – Wonderbra
- 2020: Tonpoeten – Der Zauberlehrling
- 2020: Tonpoeten – Die Made
- 2021: Superfly – Restless
- 2021: Michael Schäuble – Überlinger Narrenmarsch in B-Moll[32]
- 2021: Mr. Sox – Move My Body, Eh
- 2021: Hans Entertainment, Michael Schäuble, Mr. Sie – Sonne, Palmen, Meer und Strand
- 2021: Srila – Frei sein
- 2022: Srila – Flut der Endorphine
- 2022: Srila – Lass mich los
- 2022: Srila feat. PaBo – La Vida Loca
- 2022: Srila – Wunderbar
- 2022: Zwei Wie Wir – Hände waschen
- 2022: Nesah – Hurra, wir leben noch
- 2022: PaBo – Herzschlag
- 2022: PaBo – Mit Dir
- 2022: Ju and Mi – You and me
- 2023: Superfly – Don’t Say
- 2023: Marina Sista – Endlich wieder blau
- 2023: Michael Schäuble – Die Verlorene Braut
- 2023: Srila – Supernova
- 2023: Ju and Mi – Air
- 2023: Srila – 9 to 5
- 2024: Ju and Mi – Escape
- 2024: Ju and Mi – Heart of Courage
- 2024: Stagedive X – Embrace The Night
- 2024: Stagedive X – Daydreamer
- 2024: EMELIA – planlos
- 2024: Srila – Seelentröster
- 2024: Stagedive X – Insane in Ibiza
- 2024: Stagedive X – Innocent Girl
- 2024: EMELIA – weit weg
- 2024: Waterside Echoes – Lakeside Resonance
- 2024: Waterside Echoes – Lost in blue
- 2024: Waterside Echoes – Lonesome Bride
- 2024: Stagedive X – Hypnotized
- 2024: EMELIA – eiskalt
- 2024: EMELIA – 24/7
- 2024: CELINE – Bound in breath
- 2024: Waterside Echoes – Waterfalls
- 2024: EMELIA – hard to get
- 2024: Alexandra Hofmann – Mitten in der Nacht

## Auszeichnungen
- 2014: Platz 1 für den Film Über Überlingen in der Kategorie Profi beim 8. Internationalen Medienfestival in Villingen-Schwenningen
- 2023: Gewinner Muzi Award mit Superfly